# 胡權 (天啓進士)
胡權（？—？），字巽胤，號吳印，直隶宁山卫（大名府滑县人）官籍，宁国府宁国县人。明朝政治人物。

## 生平
胡权家为宁山卫世袭百户，他弱冠登萬曆二十二年（1594年）甲午科順天鄉試舉人，博学有识，尤长于史，邑令王廷谏聘修邑志，屡困公车，遂开塾训士，多所成就。天啓二年（1622年）壬戌科進士。任山西榆次縣知縣，治行推山右第一，四年本省同考，七年擢吏部稽勋司主事，调验封，崇祯元年调考功，历文选员外，有清通之誉。给假归，优游林下，以寿终。

## 家族
曾祖胡良臣，百戶。祖父胡梅，百戶。父胡瀚，百戶。母萬氏，封安人。